# روبرت كولتر (سياسي)
روبرت كولتر (بالإنجليزية: Robert Coulter)‏ هو سياسي نيوزلندي، ولد في 1891 في كرايستشرش في نيوزيلندا، وتوفي في 31 ديسمبر 1945. حزبياً، نشط في حزب العمال النيوزيلندي. وقد انتخب عضو مجلس النواب النيوزيلندي.